# Ilamatlán (municipalité)
La municipalité d'Ilamatlán est l'une des 212 municipalités de l'État de Veracruz, et est située dans la partie nord de cet État. Située à l'ouest du golfe du Mexique, elle fait partie du bassin versant du fleuve Río Pánuco, et se trouve sur les contreforts de la Sierra de Chicontepec, prolongement oriental du massif montagneux de la Sierra Madre orientale. Elle partage une grande partie de ses limites avec l'État d'Hidalgo. Son chef-lieu est la ville éponyme d'Ilamatlán. Elle dépend de la région Huasteca Baja, du nom du peuple des Huaxtèques qui y est établi, et est une des 10 subdivisions administratives de l'État de Veracruz.

## Géographie
La municipalité d'Ilamatlán est traversée par deux cours d'eau dépendant du bassin versant du fleuve Río Pánuco, dont la rivière Río Cayahuat, affluente du Río Calabozo, puis de la rivière Moctezuma et enfin du Río Pánuco. Assise pour partie sur les contreforts orientaux du massif montagneux de la Sierra Madre orientale, en un secteur nommé Sierra de Chicontepec, son altitude oscille entre 200 et 2000 mètres. Son chef-lieu, la localité éponyme d'Ilamatlán, se trouve dans la partie centre-ouest de son territoire. Ce territoire couvre une superficie de 155,4 km2, et était peuplée en 2020 de 13 377 habitants, pour une densité de 86,1 habitants par km2.
Cette localité est essentiellement limitrophe de l'État d'Hidalgo, au nord-est avec la municipalité de Xochiatipan, au nord avec celle de Yahualica, à l'ouest avec celles de Tianguistengo et de Zacualtipán de Ángeles, où cette dernière forme un rentrant et enserre la partie sud de la municipalité d'Ilamatlán à l'ouest, au sud, et à l'est. Sur une partie de son flanc est, dans l'État de Veracruz, elle est limitrophe de la municipalité de Zontecomatlán de López y Fuentes.

## Composition et démographie
La municipalité était composée en 2020 de 28 localités, dont aucune n'était considérée comme urbaine, toutes étant rurales. La localité d'Ilamatlán, trop peu peuplée, n'apparaît pas dans le tableau ci-dessous.
| Localité             | Population |
| -------------------- | ---------- |
| Chahuatlán           | 1029       |
| San Pablo Mitecatlán | 1017       |
| Tecapa               | 983        |
| San Gregorio         | 929        |
| Xoxocapa             | 921        |
| Reste des localités  | 8498       |
| Total population     | 13 377     |

En plus de l'espagnol, plusieurs langues amérindiennes sont parlées dans la municipalité, dont les principales sont par ordre d'importance : le nahuatl, les autres langues étant très marginales.

## Histoire
Au XVIe siècle, la localité d'Ilamatlán se nommait Santiago Ilamatlán, et comprenait un couvent appartenant à l'ordre des augustins, placé sous le vocable de Santiago Apóstol (Saint-Jean-l'Évangéliste), et qui sert aujourd'hui de palais municipal,.

## Économie

### Agriculture et élevage
La superficie des parcelles semées représentait en 2021 une surface totale de 3901 hectares, parmi lesquels 3249 hectares étaient voués à la culture du maïs, 350 hectares étaient voués à la culture du haricot, et 189 hectares étaient voués à celle du caféier.
En 2021, la production de viande par tonnes comprenait 357,2 tonnes de viande bovine, 140,1 tonnes de viande porcine, 11,8 tonnes de viande ovine, 2,8 tonnes de viande caprine, 17,8 tonnes de volailles, et 5,7 tonnes de dinde. La superficie vouée à l'élevage représentait alors 350 hectares.